# Квінт Сульпіцій Камерін Претекстат
Квінт Сульпі́цій Камері́н Претекста́т (лат. Quintus Sulpicius Camerinus Praetextatus; V століття до н. е.) — політичний, державний і військовий діяч часів Римської республіки, ймовірно консул або військовий трибун з консульською владою (консулярний трибун) 434 року до н. е.

## Біографічні відомості
Походив з патриціанського роду Сульпіціїв. Про батьків та молоді роки відомостей не збереглося.
Вважають, що його було обрано консулом у 434 році до н. е. разом з Марком Манлієм Капітоліном. Хоча за твердженнями Діодора Сицилійського не виключається можливість того, що він був того року військовим трибуном з консульською владою разом з Марком Манлієм і Сервієм Корнелієм Коссом.
Є припущення, що він був легатом у війську диктатора Авла Постумія Туберта. Про подальшу долю Квінта Сульпіція відомостей немає.

## Родина
- Син Квінт Сульпіцій Лонг, військовий трибун з консульською владою 390 року до н. е.